# Bahnhof Röntgental
Der S-Bahnhof Röntgental ist ein Haltepunkt der Berliner S-Bahn im Ortsteil Zepernick der brandenburgischen Gemeinde Panketal. Er befindet sich unweit der Berliner Stadtgrenze am Streckenkilometer 16,5 der Stettiner Bahn.

## Lage und Aufbau

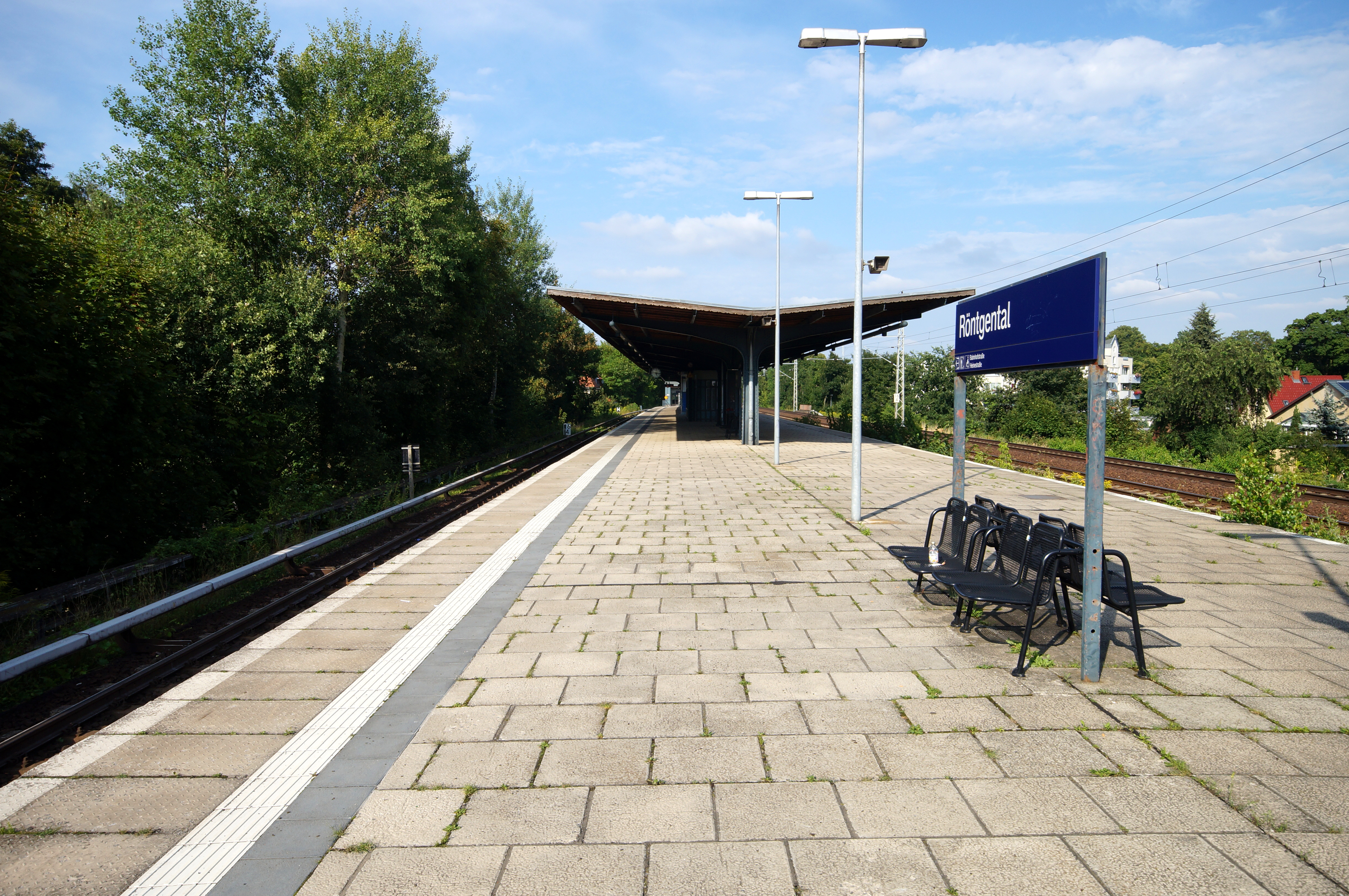
Der Bahnsteig des Bahnhofs Röntgental

Der Haltepunkt erstreckt sich in Südwest-Nordost-Richtung und liegt etwa 200 Meter südwestlich der Überführung Bahnhofstraße und 300 Meter nordöstlich der Landesgrenze zu Berlin. Die nächsten Stationen sind Berlin-Buch in 2,1 Kilometern Entfernung und Zepernick in 1,7 Kilometern Entfernung.
Das Empfangsgebäude im Jugendstil liegt am Nordwestende des Bahnsteigs. Der 171 Meter lange Mittelbahnsteig verfügte ursprünglich über zwei Bahnsteiggleise. Das ursprünglich nur nach Bernau führende Gleis ist nicht mehr vorhanden, die Züge halten in beiden Richtungen auf der nordwestlichen Bahnsteigseite.
Der Haltepunkt verfügt über einen barrierefreien Zugang in Form einer Aufzuganlage. Die Gesamtanlage ist als Baudenkmal in der Landesdenkmalliste des Landes Brandenburg aufgeführt.

## Geschichte
Am 1. Mai 1903 richteten die Preußischen Staatsbahnen den ersten Haltepunkt in der neu entstandenen Villenkolonie Röntgental ein. Zehn Jahre später begann der viergleisige Ausbau der zuvor zweigleisigen Stettiner Bahn und damit verbunden die Trennung zwischen Fern- und Vorortverkehr. Die gesamte Trasse wurde in Dammlage gebracht, die Vorortbahnhöfe wurden neu errichtet. Röntgental erhielt ein von Karl Cornelius und Ernst Schwartz entworfenes Empfangsgebäude mit anschließendem Mittelbahnsteig im Jugendstil. Das Ensemble reihte sich architektonisch in die umliegenden Vorortbahnhöfe entlang der Vorortstrecke ein.
Am 8. August 1924 hielten in Röntgental die ersten elektrischen Vorortzüge auf ihrem Weg vom Stettiner Bahnhof in Berlin nach Bernau. Ab dem 1. Dezember 1930 verkehrten diese Züge unter der Bezeichnung S-Bahn.
Kriegsbedingt kam der S-Bahn-Verkehr im April 1945 zum Erliegen. Ab dem 21. Juni 1945 kamen zunächst dampfbespannte Vorortzüge zum Einsatz, die ab dem 13. August von den elektrischen Triebwagen der S-Bahn abgelöst wurden. Das zweite Bahnsteiggleis auf der Nordwestseite fiel zu dieser Zeit als Reparationsleistung an die Sowjetunion. Es wurde 1974 im Zuge von Erneuerungsarbeiten am Oberbau wieder hergerichtet, dafür wurde jedoch das verbliebene Vorortgleis entfernt, so dass der Haltepunkt nach wie vor über ein Bahnsteiggleis verfügte. Ein kurzes Ausziehgleis blieb in dem Gleistrog erhalten und diente bis circa 2003 als Abstellgleis für Bauzüge.

## Anbindung
Der Bahnhof wird von der Linie S2 der S-Bahn Berlin im 20-Minuten-Takt bedient. Es bestehen keine Umsteigemöglichkeiten zu anderen öffentlichen Verkehrsmitteln.
| Linie | Verlauf | Takt |
| ----- | --- | ---- |
|       | Bernau – Bernau-Friedenstal – Zepernick – Röntgental – Buch – Karow – Blankenburg – Pankow-Heinersdorf – Pankow – Bornholmer Straße – Gesundbrunnen – Humboldthain – Nordbahnhof – Oranienburger Straße – Friedrichstraße – Brandenburger Tor – Potsdamer Platz – Anhalter Bahnhof – Yorckstraße – Südkreuz – Priesterweg – Attilastraße – Marienfelde – Buckower Chaussee – Schichauweg – Lichtenrade – Mahlow – Blankenfelde \|\| 20 min |      |